# Jackie Curtis
Jackie Curtis (nom d'usage de John Holder Jr.) est une actrice de cinéma transgenre et poétesse américaine, née le 19 février 1947 à New York et morte le 15 mai 1985 à New York.
Elle est notamment évoquée par Lou Reed dans sa chanson Walk on the Wild Side, en évoquant ses addictions et sa fascination pour James Dean : « ...Jackie is just speeding away - Thought she was James Dean for a day... then I guess she had to crash, Valium would have helped that fast ».

## Biographie
Jackie Curtis est élevée par sa grand-mère maternelle après le divorce de ses parents et a un demi-frère, Timothy Holder, un prêtre épiscopal ouvertement gay.
Pendant sa carrière de drag elle joue des personnages féminins et masculins. Son style trash et glamour alliant paillettes, rouge à lèvre, robes déchirée et bas est à l'époque très inhabituel, ce qui alimente les théories selon lesquelles elle a inspiré le glitter rock et le glam rock des années 1970.
Elle est mentionnée dans Walk on the wild side, de Lou Reed, dont elle est l'une des cinq protagonistes,.
Elle est photographiée dans son cercueil par Peter Hujar .

## Filmographie
- 1968 : Flesh de Paul Morrissey : Jackie
- 1971 : Wilhelm Reich : Les Mystères de l'organisme de Dušan Makavejev : elle-même
- 1971 : Women in Revolt de Paul Morrissey : Jackie
- 1980 : Underground U.S.A. d'Eric Mitchell